# Svavelspindling
Svavelspindling (Cortinarius splendens) är en svampart som beskrevs av Rob. Henry 1939. Svavelspindling ingår i släktet Cortinarius och familjen spindlingar.  Arten är reproducerande i Sverige. Inga underarter finns listade i Catalogue of Life.
I den svenska databasen Dyntaxa används istället namnet Cortinarius meinhardii för samma taxon.  Arten är reproducerande i Sverige.